# Savignia nenilini
Savignia nenilini är en spindelart som beskrevs av Yuri M. Marusik 1988. Savignia nenilini ingår i släktet Savignia och familjen täckvävarspindlar. Inga underarter finns listade i Catalogue of Life.